# Богоявленско-Анастасиин монастырь
Богоявле́нско-Анаста́сиин монасты́рь — женский (ранее, до 1847 года — мужской) монастырь Костромской епархии Русской православной церкви, расположенный в Костроме.

## История

### Основание монастыря
Монастырь основан происходившим из Подмосковья учеником и родственником преподобного Сергия Радонежского — преподобным Никитой, бывшим настоятелем Высоцкого монастыря в Серпухове, а затем Высоко-Покровского монастыря в Боровске.
Первоначально все постройки обители были деревянными. В XVI веке деревянные стены монастыря защищали Кострому на подступах к городу. В 1559 году началось строительство Богоявленского собора — самого древнего из сохранившихся в городе Костроме каменных сооружений. Инициатором его строительства был игумен Исайя (Шапошников), а одним из наиболее крупных жертвователей являлся князь Владимир Андреевич Старицкий, двоюродный брат царя Ивана Грозного.
В XVI веке к обители были приписаны два женских монастыря — Анастасиин (основанный дочерью Дмитрия Донского — Анастасией) и Крестовоздвиженский.
В 1569 году монастырь посетил князь Владимир Андреевич Старицкий, направлявшийся с войском для защиты Астрахани; братия во главе с игуменом с честью встретила его, что послужило, вместе с торжественным приёмом, оказанным князю жителями Костромы, поводом для окружения царя Ивана Грозного оговорить перед ним князя. В конце того же года князя Владимира убили по приказу царя в Александровской слободе. Царский гнев обрушился и на богоявленских иноков: значительная их часть вместе с игуменом Исайей была также казнена в 1570 году (игумена Исайю погребли в подклете построенного им Богоявленского собора).

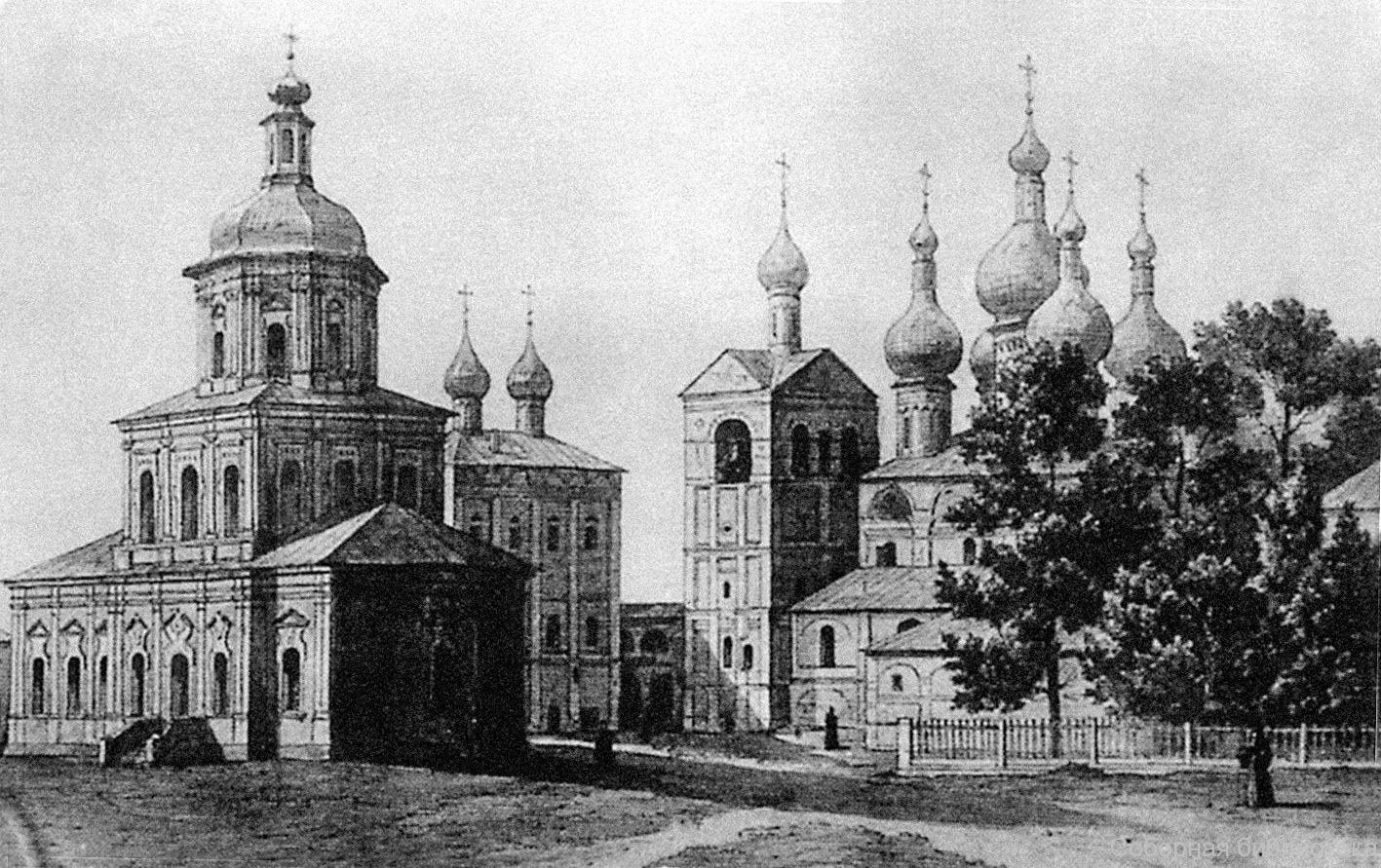
Вид костромского Богоявленского монастыря в 1838 году. Рисунок художника Чернецова.

### В Смутное время

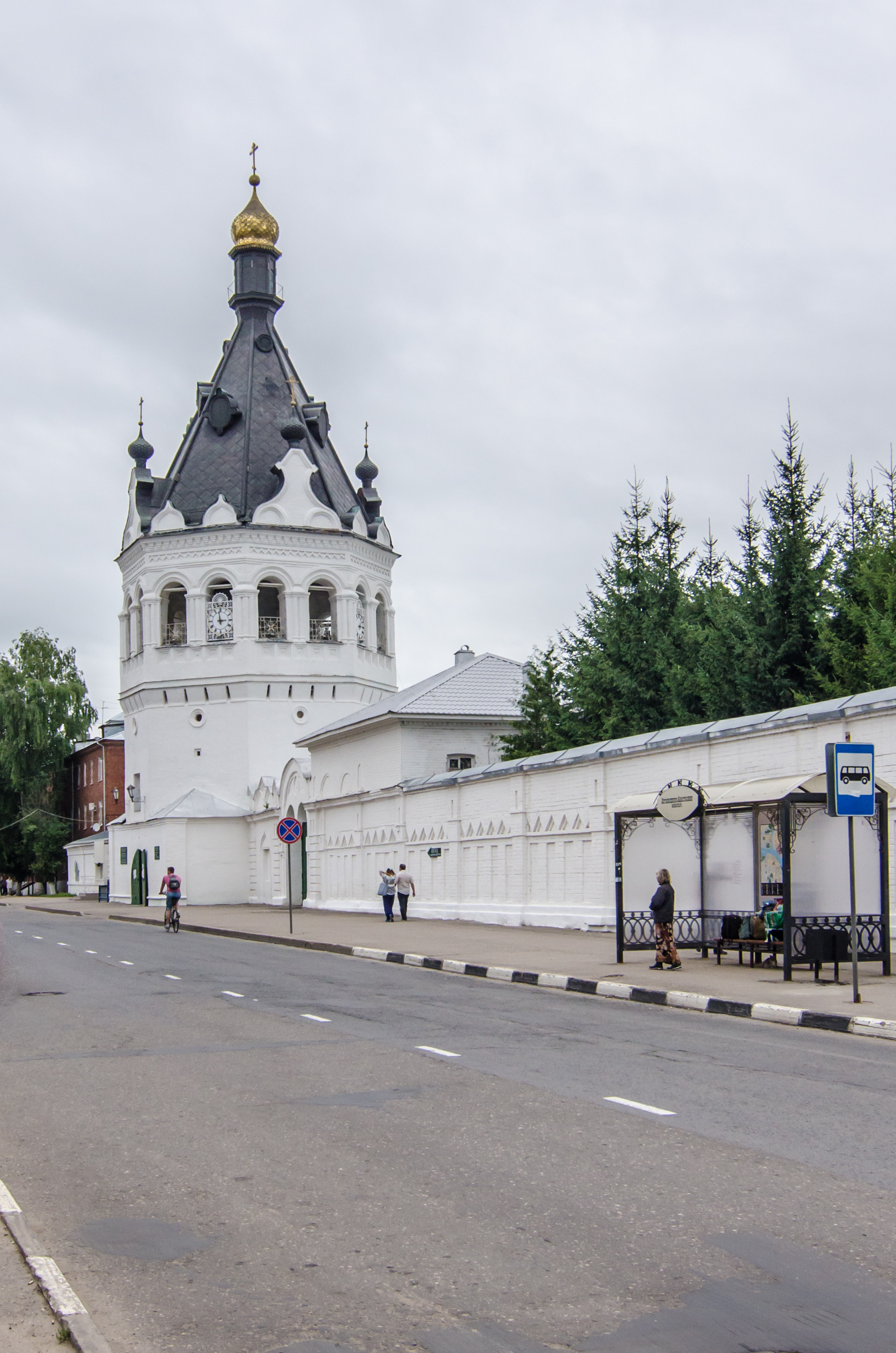
Башня XVII века, превращённая в XIX веке в монастырскую колокольню

Монастырь пострадал в Смутное время. В конце 1608 года отряды Лжедмитрия II во главе с А. Лисовским осадили Богоявленскую обитель. Несмотря на оборону монастыря, которую вели монахи и монастырские крестьяне, 30 декабря польские отряды ворвались в монастырь, разграбили его и разгромили. При этом погибли 11 иноков: три иеромонаха — Трифилий, Макарий и Савватий, иеродиакон Афиноген, иноки — Варлаам, Дионисий, Иов, Кирилл, Максим, Иоасаф и Гурий, 5 монастырских служебников: Василий, Иван, Стефан, Никита и Диомид, и 38 монастырских крестьян (последующие поколения насельников монастыря вплоть до революции ежегодно совершали 30 декабря заупокойные службы в память о погибших защитниках обители).

### В XVII—XIX веках

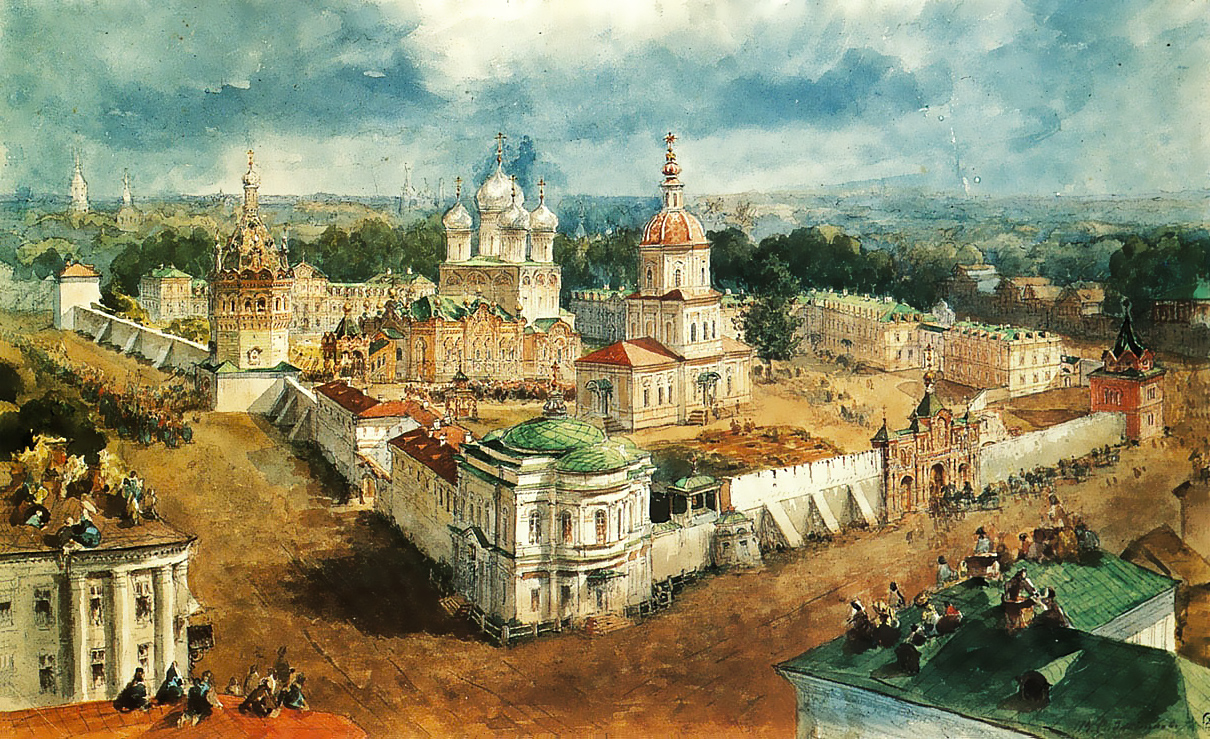
Василий Садовников. «Вид Богоявленского Анастасиева монастыря в Костроме» (после 1865 года)

В XVII веке велись значительные восстановительные работы. В обители была построена церковь святого апостола Иоанна Богослова — освящена 8 мая 1610 года патриархом Гермогеном (не сохранилась). В 1607—1618 годах была возведена двухэтажная двуглавая Трёхсвятительская (позднее — Сретенская) церковь (не сохранилась), в 1620-е годы — звонница с храмом во имя преподобного Сергия Радонежского в нижнем ярусе (не сохранилась). В 1642—1648 годах вокруг обители взамен деревянных были выстроены каменные стены с шестью башнями, превратившие монастырь в мощную крепость (в числе основных вкладчиков на её строительство наряду с боярином М. М. Салтыковым был и патриарх Иосиф). Стены сохранились лишь частично, единственная уцелевшая до нашего времени башня превращена в колокольню. Богоявленский собор был перестроен (с трёх сторон его обнесли галереей, а с северной стороны пристроили придельный Никольский храм). Росписью Богоявленского собора занялись в 1667 году мастера Гурий Никитин и Сила Савин, но, к сожалению, древние фрески не сохранились.
В подклете Богоявленского собора сохраняются надгробные камни, в частности, к XV веку относятся захоронения старца Никиты и сыновей князя Василия Боровского. В XVII веке Богоявленскому монастырю покровительствовал боярский род Салтыковых, создавший в стенах обители своё родовое кладбище. В подклете Богоявленского собора были погребены окольничий Михаил Михайлович (в иноках Мисаил, + 1608), его сыновья — бояре Борис Михайлович (+ 1646) и Михаил Михайлович (+ 1671), внук Пётр Михайлович (+ 1690, государственный деятель в царствование Алексея Михайловича, возглавлявший Малороссийский приказ), правнук стольник Фёдор Петрович (+ 1682, погиб в Москве во время стрелецкого бунта) и другие.
На территории монастыря сохранился Трапезный корпус XVII века — трёхэтажное здание с красивыми наличниками окон (особенно нарядны они на верхних этажах).
В 50-е годы XVIII века была построена Никольская («Салтыковская», как обычно называли её костромичи) церковь (освящена в 1760 году); она сооружена над гробницей генерал-майора Михаила Салтыкова его вдовой Екатериной (в девичестве Шереметевой). Это был высокий барочный храм типа «восьмерик на четверике», с ярусным завершением. В советское время он был снесён. В XIX веке наружную лестницу Трапезной палаты, которая вела в помещения второго этажа, убрали и обозначили вход нарядным крыльцом.
После секуляризационной реформы 1764 года Анастасьин монастырь был упразднён, его инокини были переведены к Успенскому собору в Крестовоздвиженский монастырь — после этого монастырь получил название Анастасиина-Крестовоздвиженского. В 1773 году Крестовоздвиженский монастырь был уничтожен пожаром, и монахини снова были размещены в зданиях бывшего Анастасьина монастыря. После того как в 1847 году Богоявленский монастырь был почти уничтожен пожаром, он по ходатайству настоятельницы Марии был приписан к Анастасьину монастырю в 1863 году, после чего последний и получил название Богоявленско-Анастасьина (или Анастасьина-Богоявленского). На 1890 год он был причислен к 3-му классу монастырей, в его ведении находились Назаретская и Покровская пустыни.

### В советский период
В 1918 году монастырь был закрыт, однако Богоявленский собор стал приходским храмом и действовал до 1924 года. С 1925 года в здании закрытого собора размещалось губернское архивное бюро, ставшее затем областным архивом. В 1920—1930 годах были почти полностью уничтожены монастырские стены и большинство башен, разрушены Никольский («Салтыковский») храм и Никольская часовня.
В 1982 году в Богоявленском соборе, используемом как хранилище областного архива произошёл пожар, уничтоживший остатки фресок собора XVII века.

### Возрождение, современная жизнь монастыря

Памятник Феодору Стратилату и Трапезная палата (слева) на территории монастыря

Монастырь был возрожден как Богоявленско-Анастасиин женский определением Священного синода 20 июля 1990 года. В марте 1991 года из Успенского Пюхтицкого монастыря прибыли первые насельницы.
С 17 августа 1991 года по 25 сентября 2023 года Богоявленский собор являлся кафедральным собором Костромской епархии. Сюда была перенесена (и находилась до осени 2023 года) главная святыня Костромы — Феодоровская икона Божией Матери. В 1991 году начались богослужения в Смоленской церкви. В 2006 году был восстановлен храм во имя преподобного Сергия Радонежского и преподобного Никиты Костромского в подклете собора.
В 1993—1997 годах были расселены западный и больничный корпус, а в 2001 году — восточный корпус (именовавшийся также настоятельским), которые использовались как жилые здания. При участии администрации города Костромы была полностью восстановлена монастырская стена по улице Симановского (Богоявленской). Возродилось монастырское кладбище, а на месте разрушенного Никольского («Салтыковского») храма воздвигнут памятный крест. При монастыре созданы две гостиницы для посещающих обитель паломников и священнослужителей.
В 2002 году на территории монастыря был установлен памятник св. влкм. Феодору Стратилату, освященный в день празднования Феодоровской иконы Божией Матери Святейшим Патриархом Московским и всея Руси Алексием II.
На территории монастыря располагаются Костромское епархиальное управление и Костромская духовная семинария (в здании Трапезной палаты). Проход посетителей на территорию монастыря запрещён; открыты только наружные входы Богоявленского собора и часовни.
При монастыре действуют приют для девочек-сирот во имя св. Иоанна Кронштадтского и богадельня для престарелых во имя св. Марии Магдалины.

## Архитектурный ансамбль монастыря
План монастыря имеет форму трапеции. Территория монастыря ограничена улицами: Симановского (прежняя Богоявленская) с запада, Козуева (ранее Ново-Троицкая) с востока, Пятницкой с юга, Комсомольской (прежняя Троицкая) с севера. Квадратные башни стен значительно выступали вперёд, их было четыре наугольные и две проездные, и располагались они в середине западной и восточной сторон. Седьмая, в центре южного прясла, выступала наружу. Сохранились только угловая, юго-западная и западная башни, но были сильно перестроены.
Главное здание — Богоявленский собор, самый древний из сохранившихся храмов монастыря. Построенный в 1559—1565 годах, он был пятиглавым и с трёхчастной алтарной апсидой. В 1672 году интерьер собора расписан фресками, возможно, костромскими мастерами во главе с Гурием Никитиным и Силой Савиным. Но они не сохранились. В 1825 году была построена Смоленская часовня на основе угловой квадратной башни. Она была с пологим куполом, а у её главки имелся двухъярусный ордерный декор с тосканскими колоннами. Тогда же были перестроены угловые северо-западная, северо-восточная и юго-восточная башни и вся западная сторона монастырской ограды. К югу от колокольни были пробиты новые ворота. К северу от Смоленской часовни, вдоль линии ограды, построили двухэтажные Больничные кельи.